# Yuva
Pour plus de détails, voir Fiche technique et Distribution.
Yuva (युवा, littéralement « la jeunesse ») est un film indien Bollywood réalisé par Mani Ratnam, sorti le 14 mai 2004. Le film est inspiré d'Amours chiennes d'Alejandro González Iñárritu mais aussi Dil Chahta Hai de Farhan Akhtar. Parallèlement à Yuva, Mani Ratnam a tourné Ayitha Ezhuthu, une version en tamoul du même film. Esha Deol joue dans les deux versions. Vivek Oberoi s'est cassé une jambe en évitant une moto lors de la scène finale où Michael et Arjun affrontent Lallan sur le pont de Howrah (Kolkata).

## Synopsis
Le destin va réunir trois jeunes hommes et leurs vies vont s'en trouver profondément bouleversées.
Michael, un leader étudiant, conteste la légitimité du système politique en place et de ses élus, principalement Prosonjit Bhatacharya contre lequel il compte se présenter aux prochaines élections. À peine sorti de prison, Lallan, attiré par l'argent facile, se met au service d'un truand qui lui ordonne d'éliminer Michael. Quant à Arjun, il ne rêve que de partir aux États-Unis jusqu'au jour où il tombe amoureux d'une jolie indienne.
Sous les yeux de Arjun, Michael va être grièvement blessé par les coups de feu tirés par Lallan. L'événement va fortement marquer l'entrée dans la vie d'adulte des trois jeunes hommes...

## Fiche technique
- Titre : Yuva
- Titre original : युवा
- Langues : Hindî, Anglais
- Réalisateur : Mani Ratnam
- Scénario : Mani Ratnam
- Dialogues : Anurag Kashyap
- Musique : A.R. Rahman
- Paroles : Mehmood
- Direction artistique : Sabu Cyril
- Producteurs : Mani Ratnam, G. Srinivasan
- Pays : Inde
- Durée : 161 min
- Genre : Action, drame, thriller
- Date de sortie : 14 mai 2004 (Inde)

## Distribution
- Ajay Devgan : Michael Mukherjee
- Rani Mukherjee : Sashi Biswas
- Abhishek Bachchan : Lallan Singh
- Vivek Oberoi : Arjun
- Kareena Kapoor : Mira
- Esha Deol : Radhika
- Om Puri : Prosonjit Bhatacharya
- Anant Nag : Le père de Arjun
- Vijay Raaz : L'ami de Lallan
- Sonu Sood : Gopal
- Saurabh Shukla

## Musique
Composée par A.R. Rahman, la musique de Yuva comporte 6 scènes chantées : Khabi Neem Neem ~ Dol Dol ~ Badal ~ Fanaa ~ Khuda Hafiz (Anjaana Anjaani) ~ Dhakka Laga Bukka dont certaines intègrent des influences occidentales très marquées comme le rock (Dhakka Laga Bukka), le rap (Dol Dol) ou le jazz (Khuda Hafiz).

## Récompenses
- Yuva a obtenu 5 Filmfare Awards en 2005 :
  - Meilleur acteur dans un second rôle (Abhishek Bachchan)
  - Meilleure actrice dans un second rôle (Rani Mukerji)
  - Meilleur scénario (Mani Ratnam)
  - Meilleure direction artistique (Sabu Cyril)
  - Meilleures cascades (Vikram Dharma)